# Kacper Kozłowski (futebolista)
Kacper Szymon Kozłowski (Koszalin, 16 de outubro de 2003) é um futebolista polonês que atua como meio-campista. Atualmente joga no Vitesse, emprestado pelo Brighton & Hove Albion.

## Carreira em clubes

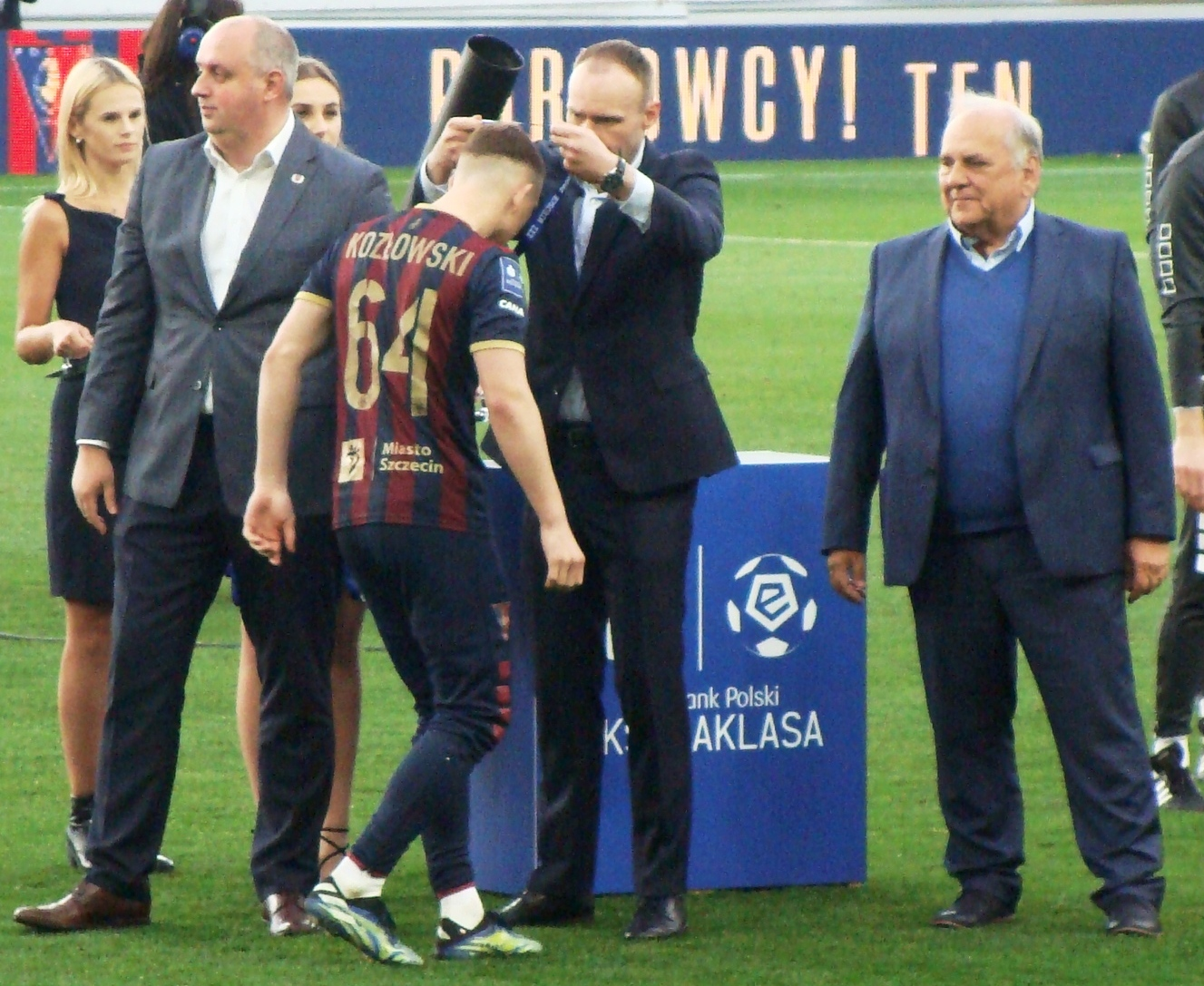
Kozłowski (de costas) recebe a medalha de bronze pelo terceiro lugar obtido pelo Pogoń Szczecin na temporada 2020–21.

Revelado pelo Bałtyk Koszalin, equipe de sua cidade, Kozłowski se profissionalizou no Pogoń Szczecin em 2018, com apenas 15 anos de idade. Jogou 2 temporadas pela equipe B e foi integrado ao elenco principal em 2019, tendo feito uma única partida na temporada. Em 2019–20, atuou 3 vezes na campanha dos Portowcy, que terminariam o Campeonato Polonês em sexto lugar.
O meio-campista passou a atuar com mais frequência na temporada 2020–21, com 20 partidas e um gol marcado, e o Pogon fechou a Ekstraklasa na terceira posição. Na edição seguinte, foram 19 jogos (16 pela Primeira Divisão, um pela Copa da Polônia e 2 pela Liga Conferência) e 3 gols marcados antes de assinar com o Brighton & Hove Albion em janeiro de 2022, que emprestou o jogador para o Union Saint-Gilloise até o final da temporada.
Em agosto de 2022, depois de ter feito uma partida pela equipe Sub-21 do Brighton pela Professional Development League, os Seagulls emprestaram Kozłowski pela segunda vez, desta vez para o Vitesse, inicialmente até o final da Eredivisie. Em julho de 2023, a equipe neerlandesa renovou o empréstimo do atleta por mais um ano.

## Carreira internacional
Tendo representado as equipes de base da Polônia, Kozłowski fez sua estreia pela seleção principal em março de 2021, na vitória por 3 a 0 sobre Andorra, pelas eliminatórias da Copa de 2022.
Em junho do mesmo ano, foi convocado por Paulo Sousa para disputar a Eurocopa. Ao entrar em campo na partida contra a Espanha, tornou-se o atleta mais jovem a disputar um jogo na história da competição (17 anos e 246 dias), superando o inglês Jude Bellingham, que havia obtido o recorde 6 dias antes. Atualmente é o segundo jogador mais novo a jogar uma Euro sendo superado por Lamine Yamal com 16 anos e 338 dias.
Chegou a ser relacionado na lista de pré-convocados para a Copa de 2022, mas não foi convocado para o torneio.

## Vida pessoal
Em janeiro de 2020, o meio-campista sofreu um grave acidente automobilístico onde fraturou 3 vértebras e quase encerrou sua carreira no futebol, tendo que ficar 6 meses em recuperação.

## Títulos

### Individuais
- Jovem Jogador do Mês do Campeonato Polonês: Dezembro de 2020[12]